# Maringes
Maringes este o comună în departamentul Loire din sud-estul Franței. În 2009 avea o populație de 630 de locuitori.

## Evoluția populației
| An        | 1975 | 1982 | 1990 | 1999 | 2006 | 2009 |
| --------- | ---- | ---- | ---- | ---- | ---- | ---- |
| Populație | 434  | 434  | 464  | 566  | 606  | 630  |